# EX-A1
La autovía  EX-A1  pertenece a la red de carreteras de titularidad de la Junta de Extremadura. Su denominación inicial fue autovía Navalmoral de la Mata - Plasencia, pero posteriormente adquirió el nombre de autovía del Norte de Extremadura.
Forma parte del primer grupo de autovías autonómicas extremeñas aprobadas por Consejo de Gobierno Extraordinario en febrero de 2001.
Esta autovía se establece como un importante eje de comunicación en dos sentidos: de una parte, se convierte en la principal salida para las industrias y productos del norte de Extremadura; de otra, potencia considerablemente los ya importantes itinerarios y desplazamientos del centro de la Península hacia una oferta en plena expansión como es el turismo y el medio ambiente extremeño, pues su recorrido es próximo a La Vera, donde destaca especialmente Jaraíz de la Vera y Cuacos de Yuste; el parque nacional de Monfragüe; la ciudad de Plasencia y el valle del Jerte, el conjunto histórico de Galisteo, las vegas del Alagón, Coria, Moraleja, la Sierra de Gata y, por último, en el futuro, Monfortinho.
Inicialmente estaba previsto realizar el tramo entre Navalmoral de la Mata  A-5  y Plasencia  A-66 , pero posteriormente, en la puesta en servicio de este tramo, se acordó su continuación hasta Moraleja y de ahí, en una ulterior fase, hasta la frontera portuguesa. El tramo Moraleja-Portugal está paralizado a la espera de que las autoridades portuguesas decidan la construcción de la autovía IC31 de Castelo Branco a Monfortinho. 
El trazado de la autovía se despliega en paralelo a la carretera  EX-108 , carretera a la que no sustituye y que fue repuesta en los tramos en que se cruzaban.

## Tramos
La ejecución de la autovía se ha llevado a cabo según los siguientes tramos:
| Denominación | Tramo                                  | Año servicio / Estado (2025)                                                                               | km   |
| ------------ | -------------------------------------- | --- | ---- |
| EX-A1        | Navalmoral de la Mata - Río Tiétar     | 2006 | 29,4 |
| EX-A1        | Río Tiétar - Plasencia                 | 2005 | 22,9 |
| EX-A1        | Plasencia - Galisteo                   | 2010 | 11   |
| EX-A1        | Galisteo - El Batán                    | 2011 | 10,2 |
| EX-A1        | El Batán - Coria (Este)                | 2012 | 10,6 |
| EX-A1        | Variante de Coria                      | 2015 | 5    |
| EX-A1        | Coria (Oeste) - Moraleja (Este)        | 2012 | 5,5  |
| EX-A1        | Variante de Moraleja                   | 2012 | 5,3  |
|              | Moraleja (Oeste) - Frontera portuguesa | Proyecto terminado (aprobado provisional y sometida a información pública) (pendiente licitación de obras) | 18,5 |

## Salidas
| Velocidad | Esquema | Salida | Sentido Portugal (descendente)                     | Sentido Navalmoral (ascendente)                                        | Carreteras que enlaza                       |
| --------- | ------- | ------ | -------------------------------------------------- | ---------------------------------------------------------------------- | ------------------------------------------- |
|           |         | 0      | Plasencia Portugal Navalmoral de la Mata           | Madrid - Talavera de la Reina Mérida - Badajoz - Navalmoral de la Mata | A-5 E-90 N-V EX-108                         |
|           |         | 9      | Jaraíz de la Vera Casatejada                       | Jaraíz de la Vera Casatejada                                           | CC-17.1 CC-17.2 EX-392                      |
|           |         | 16     | Majadas de Tiétar Toril                            | Majadas de Tiétar Toril                                                | CC-152 CC-164 EX-108                        |
|           |         | 23     | Vía de servicio                                    | Vía de servicio                                                        | EX-108                                      |
|           |         | 29     | Jaraíz de la Vera P. N. de Monfragüe               | Jaraíz de la Vera P. N. de Monfragüe                                   | EX-389 EX-108                               |
|           |         | 38     | Malpartida de Plasencia (este)                     | Malpartida de Plasencia (este)                                         | EX-108                                      |
|           |         | 42     | Malpartida de Plasencia (sur)                      | Malpartida de Plasencia (sur)                                          | CC-18.3 EX-108                              |
|           |         | 46     | Trujillo Plasencia (este) P. N. de Monfragüe       | Trujillo Plasencia (este) P. N. de Monfragüe                           | EX-208                                      |
|           |         | 51     | Cáceres Plasencia Salamanca Ronda Sur de Plasencia | Cáceres Plasencia Salamanca Ronda Sur de Plasencia                     | A-66 E-803 N-630 N-110 EX-108 EX-203 EX-304 |
|           |         | 58     | San Gil Galisteo                                   | San Gil Galisteo (este)                                                | EX-108                                      |
|           |         | 61     | Galisteo (polígono) Aldehuela del Jerte Carcaboso  | Galisteo Aldehuela del Jerte Carcaboso                                 | EX-108 CC-106                               |
|           |         | 66     | Alagón del Río Montehermoso                        | Alagón del Río Montehermoso                                            | EX-108                                      |
|           |         | 72     | El Batán Morcillo                                  | El Batán Morcillo                                                      | EX-108                                      |
|           |         | 77     | Puebla de Argeme Morcillo                          | Puebla de Argeme Morcillo                                              | CC-13.7 EX-108                              |
|           |         | 82     | Cáceres Coria (este)                               | Cáceres Coria (este)                                                   | EX-108                                      |
|           |         | 88     | Coria (oeste) Calzadilla                           | Coria (oeste) Calzadilla                                               | EX-204 EX-108                               |
|           |         | 92     | Huélaga Moraleja (este)                            | Huélaga Moraleja (este)                                                | CC-103 EX-108                               |
|           |         |        |                                                    |                                                                        |                                             |
|           |         | 72     | Moraleja Ciudad Rodrigo Portugal                   | -                                                                      | EX-108 EX-109                               |

### Otros datos de interés
(IMD, estructuras singulares, tramos desdoblados, etc.).
Los datos sobre Intensidades Medias Diarias en el año 2007 son los siguientes:
| P. K.                            | IMD   | Ligeros | Pesados | % Pesados |
| -------------------------------- | ----- | ------- | ------- | --------- |
| 4+000 (Navalmoral de la Mata)    | 7.132 | 6.204   | 929     | 13,0      |
| 24+000 (Toril)                   | 6.445 | 5.506   | 939     | 14,6      |
| 43+900 (Malpartida de Plasencia) | 6.814 | 5.040   | 1.774   | 26,0      |